# Sas Tamás
Sas Tamás (Budapest, 1957. augusztus 17. –) magyar filmrendező, operatőr, forgatókönyvíró, filmproducer.

## Életpályája
Édesapja mérnök, édesanyja közgazdász volt, Sas Tamás második fiúgyermekként született. 16 évesen egymás után huszonegyszer megnézte Ingmar Bergman Suttogások és sikolyok című filmjét, melynek hatására eldöntötte, hogy filmrendező lesz. A Madách gimnáziumi 1974-es érettségije után az MTI fotósa lett, a Filmgyárban és a televízióban dolgozott segédoperatőrként, majd 1980-ban második próbálkozásra felvételt nyert a Színház- és Filmművészeti Főiskola operatőr szakára. Első önállóan fényképezett játékfilmje a Janisch Attila által rendezett Árnyék a havon volt, amely meghozta számára a szakmai elismerést: számos fesztiválon díjat kapott. Az 1980-as évek végén filmgyártó céget alapított, több száz reklámfilmet fényképezett és rendezett a játékfilmes operatőri tevékenysége mellett. Az 1990-es években televíziós műsorokat rendezett, majd 1997-ben elkészítette első nagyjátékfilmjét, a Presszót. A film alacsony kópiaszámának ellenére, magas nézőszámot ért el az art mozi hálózatban, és jelentős hazai és nemzetközi filmszakmai sikereket könyvelhetett el. Következő filmje a Kalózok volt, ami két kalóz-rádiós fiúról és egy szomszédban fuvolázó leányról, és az ő szerelmi háromszögükről szólt. A gyártása alatt összetűzésbe került a film producereivel Budai Györggyel és Geszti Péterrel. A film művészeti kérdéseiben erősen eltérő véleményt formáltak. A Kalózok, ha szakmai sikert nem is, de közönségsikert annál inkább aratott, közel 250 ezer mozijegy kelt el a pénztárakban, valamint a film zenéjéből számos sláger született. A következő filmje a Rosszfiúk volt, ami nevelőintézetes gyerekekről szólt. A műről negatív kritikák születtek, a nézők mérsékelt kedvvel látogatták, bár a 100 ezer főt elért nézettség Magyarországon akkoriban sikernek számított. Negyedik filmje a Szerelemtől sújtva monodráma volt, melyben egy fiatal nő reménytelen szerelmi vergődésében eltöltött hat napját egy lakásba zárva követhetjük végig. A film vegyes szakmai megítélést eredményezett, és alacsony nézettséget. A 2003-as Magyar Filmszemle időpontjában megjelent az Egy szerelem naplója című könyve, ami a Szerelemtől sújtva című film előzményeit dolgozta fel naplóregény formájában, Éva gyermekkorától kezdődik és a film nyitójelenetével fejeződik be. Ötödik filmjében Sas Tamás egy tinitémához nyúlt, Salinger Richárd nagy sikerű könyvének az Apám beájulnának filmes adaptációját vitte vászonra.
1976-ban megnősült, három gyermek apja (Olivér 1976, Richárd 1990, Maxim 1991)
2002–2004 között a Magyar Iparművészeti Egyetem Fotó-videó tanszékén tanított vizuális kommunikáció tárgyat. 2005-ben az I. Pécsi Nemzetközi Filmünnep kreatív igazgatója volt.

## Filmjei

### Operatőrként
- 2009 Usti opre – Éleszd a tüzet! – rendező: Sas Tamás és Allan Siegel
- 2006 Egy bolond százat csinál – rendező: Gyöngyössy Bence
- 2003 Boldog születésnapot – rendező: Fazekas Csaba
- 2002 Chacho Rom – rendező: Szabó Ildikó
- 1999 Kalózok
- 1998 Presszó
- 1998 A bukás – rendező: Andrew Piddington
- 1997 Romani Kris – rendező: Gyöngyössy Bence
- 1997 Tamás és Juli – rendező: Enyedi Ildikó
- 1995 Szeressük egymást gyerekek – Ég a város, ég a ház is Sándor Pál
- 1996 Csajok – rendező: Szabó Ildikó
- 1993 Gyerekgyilkosságok – rendező: Szabó Ildikó
- 1993 Európa messze van – rendező: Kardos Csaba
- 1992 A nyaraló – rendező: Can Togay
- 1991 Árnyék a havon – rendező: Janisch Attila
- 1990 Schatten in Zenith
- 1988 Mózes és Mayer – rendező: Hans-Peter Böffgen
- 1986 Gondviselés – rendező: Erdőss Pál
- 1983 A másik part – rövid film, rendező: Janisch Attila
- 1982 Tangó – a változások kora – kisjátékfilm, rendező: Can Togay
- 1981 Grand Hotel a Szakadékhoz – rövid film, dokumentum (társoperatőr), rendező: Can Togay

### Rendezőként
- 2011 S.O.S. Love – Az egymillió dolláros megbízás
- 2009 Presszó 10 év
- 2009 Szinglik éjszakája
- 2009 Szélcsend
- 2008 Presszó - televíziósorozat
- 2008 9 és ½ randi
- 2007 S.O.S. szerelem!
- 2006 Usti opre – Éleszd a tüzet! (Allan Siegellel közösen)
- 2003 Apám beájulna
- 2002 Szerelemtől sújtva
- 1999 Rosszfiúk
- 1999 Kalózok
- 1998 Presszó

### Producerként
- 2009 Szélcsend
- 2008 Presszó - televíziósorozat

## Színházi rendezése
- 2000 Sóska, sültkrumpli

## Könyvei
- 2003 Egy szerelem naplója, Arktisz Kiadó, Budapest, 2003

## Díjai, elismerései
- 2003 Kairói Nemzetközi Filmfesztivál, legjobb rendezés díja a kiemelkedő művészi teljesítményért (Szerelemtől sújtva)
- 2003 Magyar Filmszemle, legjobb operatőr, (Boldog születésnapot)
- 1998 Cottbus Nemzetközi Filmfesztivál, különdíj, (Presszó)
- 1998 Magyar Filmszemle, legjobb első filmes díja, legjobb forgatókönyv díja (Presszó)
- 1995 Balázs Béla-díj
- 1993, 1995 Az év operatőre díj
- 1993 a Svéd Filmakadémia operatőri díja
- 1994, 1997, 1999 Filmkritikusok díja

## Külső hivatkozások
- Sas Tamás: Nincs olyan film, amelyik csak rossz – Interjú. In: Origo, 2011. december 30.